# Klosterskogen Grand Prix
Klosterskogen Grand Prix är ett travlopp för varmblodstravare som körs på Klosterskogen Travbane i Skien i Norge varje år under våren. Det är ett Grupp 2-lopp, det vill säga ett lopp av näst högsta internationella klass. Loppet körs över distansen 2100 meter med autostart. Förstapris i loppet är 300 000 norska kronor.
Första upplagan av loppet kördes den 25 mars 1989. Premiärupplagan vanns av Rex Rodney.
Under 2010 års upplaga av loppet gick Navy Seal U.S. körd av Bo Westergaard omkull mitt i loppet, då hjulen på Westergaards sulky krokade ihop med ett annat ekipage. Även de svenska kuskarna Lutfi Kolgjini och Björn Goop slungades ur sina vagnar. Alla inblandade klarade sig utan större skador.

## Vinnare
| År   | Häst              | Kusk                 | Tränare              | Tid    | Odds  |
| ---- | ----------------- | -------------------- | -------------------- | ------ | ----- |
| 2019 | Gigant Invalley   | Gunnar Austevoll     | Truls Desserud       | 1.14,0 | 4,89  |
| 2018 | Pingus Vang       | Åsbjörn Tengsareid   | Sigbjörn Kolnes      | 1.13,9 | 42,67 |
| 2017 | Oasis Bi          | Erik Adielsson       | Stefan P. Pettersson | 1.14,1 | 2,57  |
| 2016 | Quick Fix         | Adrian Kolgjini      | Lutfi Kolgjini       | 1.13,8 | 2,17  |
| 2015 | Oasis Bi          | Björn Goop           | Stefan P. Pettersson | 1.13,0 | 4,69  |
| 2014 | Oasis Bi          | Björn Goop           | Stefan P. Pettersson | 1.13,2 | 8,02  |
| 2013 | Classic Grand Cru | Björn Goop           | Steen Juul           | 1.15,2 | 2,34  |
| 2012 | Beanie M.M.       | Johnny Takter        | Morten Waage         | 1.14,5 | 5,54  |
| 2011 | Classic Grand Cru | Björn Goop           | Steen Juul           | 1.12,6 | 5,54  |
| 2010 | Classic Grand Cru | Steen Juul           | Steen Juul           | 1.14,7 | 8,17  |
| 2009 | Inzaghi           | Jeppe Juel           | Jeppe Juel           | 1.14,0 | 9,42  |
| 2008 | French Design     | Hans Petter Tholfsen | Jane Helen Stareng   | 1.15,4 | 9,64  |